# Jordan Chadżikonstantinow-Dżinot
Jordan Chadżikonstantinow-Dżinot (bułg. Йордан Хаджиконстантинов Джинот, mac. Jордан Хаџи Констандинов-Џинот; ur. 1818 w Wełesie, zm. 22 sierpnia 1882 tamże) – bułgarski i macedoński nauczyciel, pisarz i publicysta. W bułgarskiej historiografii ujmowany jest jako działacz bułgarskiego odrodzenia narodowego i jeden z pierwszych twórców dramatycznych piszących w języku bułgarskim, w macedońskim dialekcie z jego rodzinnego Wełesu. Z kolei nauka macedońska przedstawia go jako wyróżniającą się postać odrodzenia narodowego Macedończyków. Sam określał siebie i swoich rodaków mianem Bułgarów lub Bułgarów z Mezji Dolnej, chociaż posługiwał się też pojęciem Macedonii, w której sytuował Skopje.

## Życiorys
Był synem ubogiego sługi cerkiewnego, Konstantina (Koczo), pracującego przy cerkwi Przemienienia Pańskiego w Wełesie. Miał dwóch braci i siostrę. Uczył się w szkole w rodzinnym Welesie. W wieku 15 lat został wysłany przez ojca na naukę do Samokowa, skąd jednak wrócił zaledwie po półrocznym pobycie. Następnie kształcił się w Salonikach. Pozwoliło mu to gruntownie poznać literaturę cerkiewnosłowiańską, jak również opanować język grecki i zapoznać się z literaturą grecką. 
Ok. 1838–1839 r. wrócił do Wełesu i podjął pracę nauczyciela. Był równocześnie działaczem społecznym, działał na rzecz oświecenia Słowian macedońskich, dążył do podniesienia poziomu wykształcenia i kultury miejscowej słowiańskiej ludności, starał się budzić w nich odrębną tożsamość. Jego zaangażowanie w sprawy narodowe oraz wprowadzanie nowych metod pracy w szkole wielokrotnie doprowadzało go do konfliktów z tureckimi władzami, z greckimi duchownymi prawosławnymi oraz z zamożnymi właścicielami ziemskimi (czorbadżi), niezainteresowanymi rozwojem oświaty ludowej. Za sprawą donosu czorbadżich z Wełesu został fałszywie oskarżony o szpiegostwo na rzecz Serbii i Rosji. Przed aresztowaniem zbiegł do Salonik, a stamtąd na Athos. Przebywał przez pewien czas na Chios i Patras, po czym wrócił do rodzinnego miasta. Dalsze prowadzenie szkoły uniemożliwił mu jednak miejscowy prawosławny biskup Teoklet, z pochodzenia Grek. Również kolejny biskup, Auksencjusz, chociaż był z pochodzenia Bułgarem, nie aprobował metod Chadżikonstantinowa i nie pozwolił mu prowadzić szkoły w miejscowym języku. 
W 1848 r. wyjechał do Skopje, gdzie prowadził szkołę przy soborze Narodzenia Matki Bożej. Nauczał według własnego programu, obejmującego m.in. lekcje dobrego wychowania, arytmetyki, geografii, języków bułgarskiego, serbskiego i rosyjskiego, historii Cerkwi prawosławnej, historii ogólnej, katechezy, gramatyki cerkiewnosłowiańskiej oraz bułgarskiej. W szkole prowadził zajęcia z wykorzystaniem systemu Bella-Lancastera, dającego możliwość kształcenia większej liczby wychowanków. W mieście utworzył Dom Słowiański, razem z uczniami organizował przedstawienia teatralne. Kilkakrotnie wyjeżdżał ze Skopje do Konstantynopola, ponownie był też fałszywie oskarżany przez greckich duchownych o szpiegostwo. Posadę w szkole w Skopju ostatecznie stracił za sprawą starań miejscowego biskupa Joachima, Greka z pochodzenia, który doprowadził do tego, że w styczniu 1857 r. Jordan Chadżikonstantinow został aresztowany przez władze tureckie i usunięty z miasta. Przez rok żył w Belgradzie.  
W 1859 r. przyjechał do Prilepu i ponownie pracował tam jako nauczyciel. Już w roku następnym próbował wrócić do Wełesu, jednak został natychmiast zatrzymany i skazany na zesłanie do Azji Mniejszej i osadzony w więzieniu w Aydin. Przyczyną tak surowej kary było znalezienie w jego domu dzieł bułgarskiego rewolucjonisty Georgiego Rakowskiego. Podczas uwięzienia stracił prawe oko. Wrócił na Bałkany po dwóch latach i podjął ponownie działalność nauczycielską dzięki pomocy wpływowych Bułgarów z Konstantynopola. 

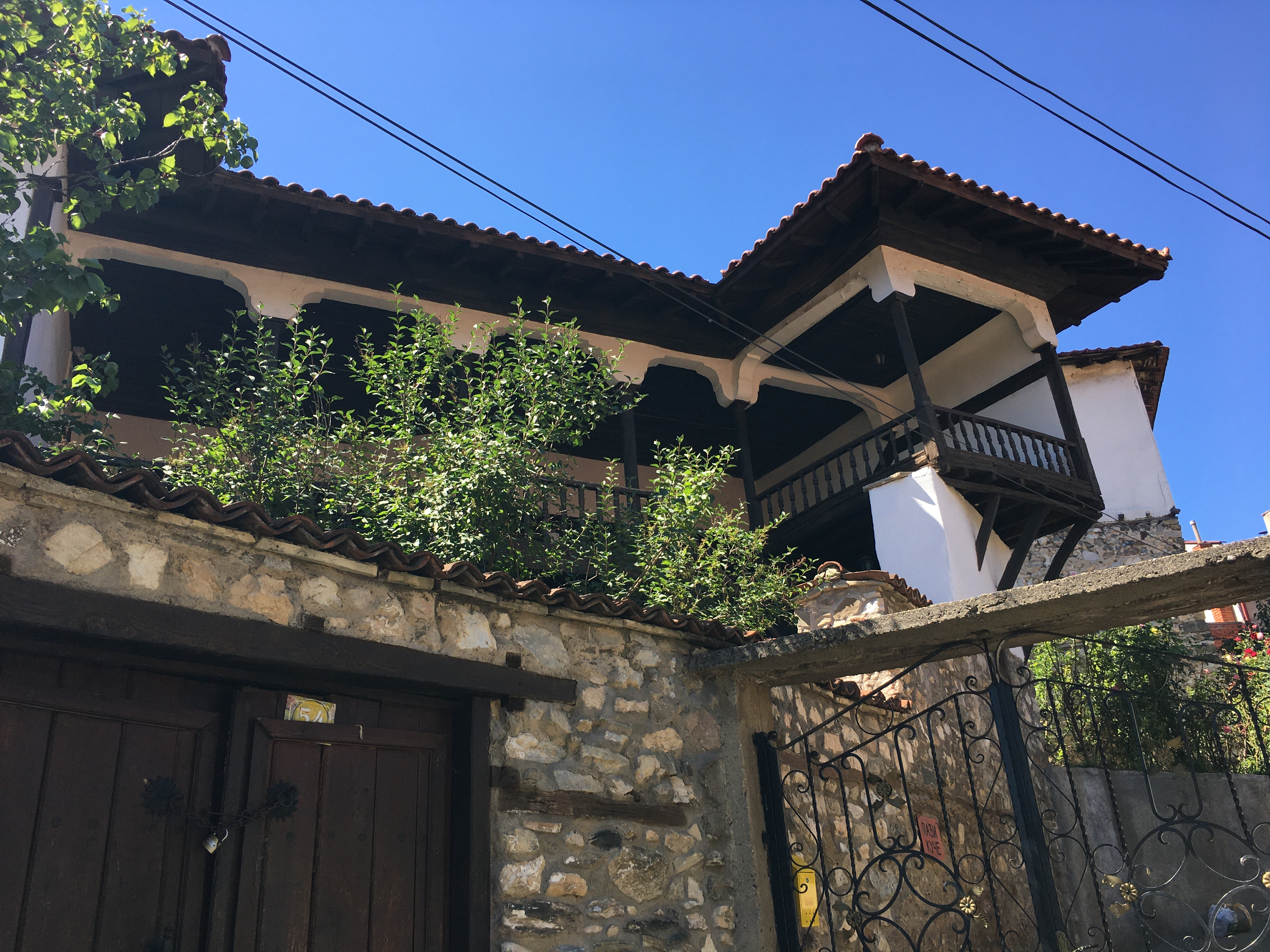
Dom Jordana i Marii Chadżikonstantinow w Wełesie

Zmarł w Wełesie i został pochowany przy miejscowej cerkwi Przemienienia Pańskiego. Całkowicie oddany sprawom oświaty, nigdy się nie ożenił. Mieszkał z siostrą Mariją, która przez całe życie wspierała działalność brata.
Jego imię nosi teatr dramatyczny w Wełesie.

## Zarys twórczości
Jordan Chadżikonstantinow był publicystą, autorem artykułów publikowanych na łamach „Carigradskiego westnika”, w których poruszał tematykę etnograficzną, geograficzną, moralną, pisał o metodach i zadaniach nowoczesnej szkoły, oświaty i wychowania. Do tworzonych przez siebie tekstów wprowadzał elementy żywych dialektów słowiańskich z Macedonii, dlatego macedońskie opracowania historyczne przedstawiają go jako pierwszego macedońskiego poetę i dramatopisarza. Dla nauki bułgarskiej, uznającej zjawiska zachodzące w Macedonii w XIX w. za refleks procesów ogólnobułgarskich, Chadżikonstantinow jest natomiast jednym z kilku wczesnych twórców literackich bułgarskiego odrodzenia narodowego, szczególnie przy tym zasłużonym dla edukacji i nauki.
Poszukiwał zabytków dawnych literatur słowiańskich na Bałkanach, wyszukiwał i zbierał żywoty świętych oraz pieśni ludowe, interesował się bułgarską gramatyką, ortografią oraz historią języka bułgarskiego, publikując na te tematy w pismach „Byłgarski kniżnicy” i „Glasnik društva srpske slovesnosti”. Upowszechnianie wiedzy o języku bułgarskim, jego historii i zabytkach uważał za fundamentalną część procesu budowania świadomości narodowej. Sam pisał dla słowiańskich szkół podręczniki. 

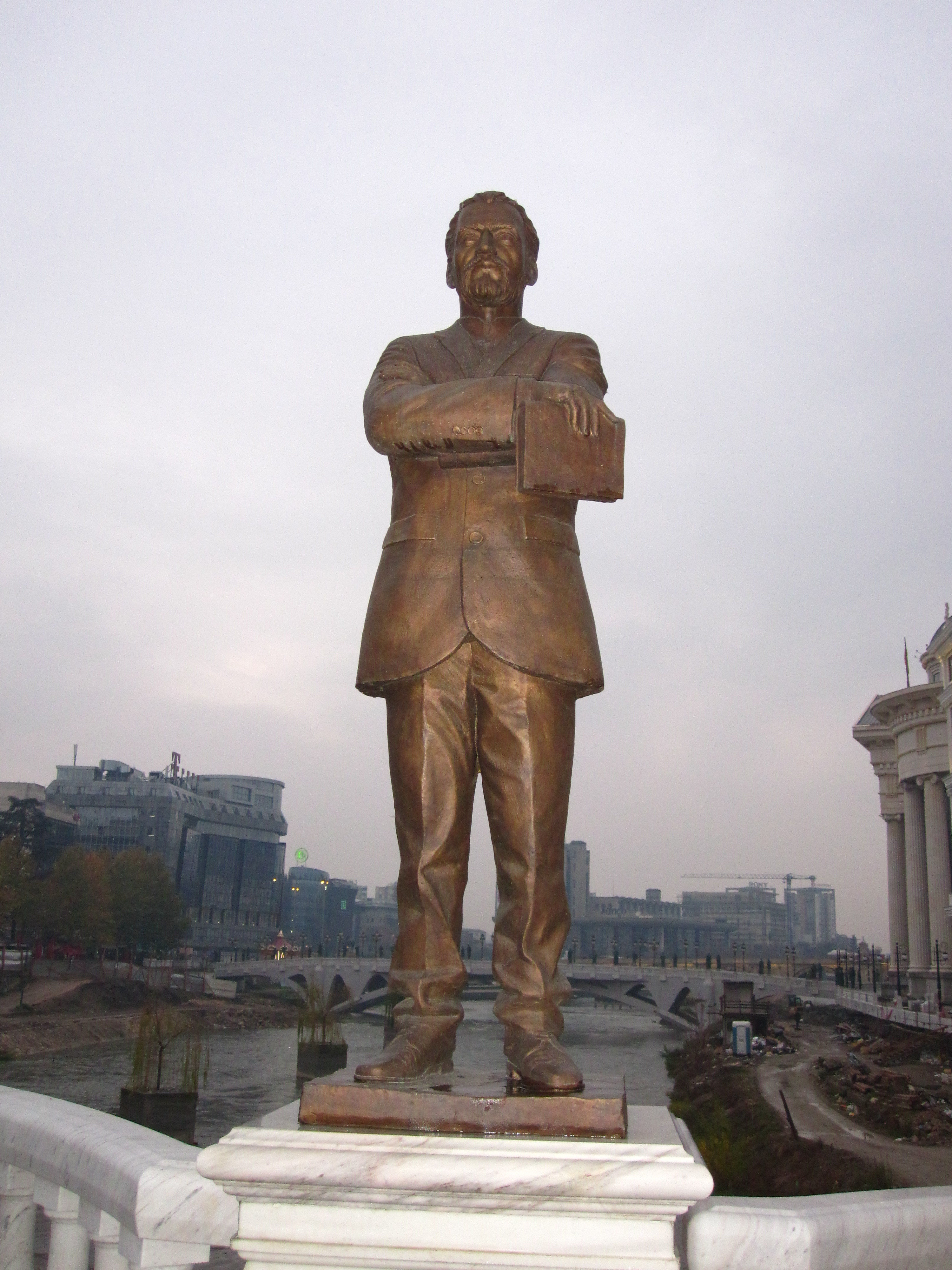
Pomnik w Skopju

W ramach swoich zainteresowań etnograficznych Chadżikonstantinow-Dżinot opublikował szereg artykułów poświęconych zwyczajom ludowym słowiańskiej ludności Macedonii, sporządził opisy miast w Macedonii (Opisanieto na makedonski gradowe) oraz opisy regionów Macedonii (Statisticzesko opisanie na Debyrska reka w Stara Byłgarija, Statisticzesko opisanie na Weleszka okolija, Krystczowa, Ochrid i Bitola, Statisticzesko opisanie, spomenik za seła, naziwaemij Moriewo, Prilepsko). 

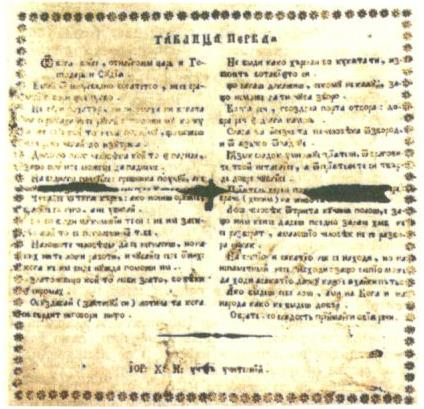
Strona z dzieła Tablica perwaja

Ok. 1845 r. napisał dydaktyczny utwór pt. Tablica perwaja, zainspirowany dziełem serbskiego działacza oświeceniowego, Dositeja Obradovicia pt. Ižica z 1830 r.. Publikacja ta zawierała zestawienie aforyzmów i pouczeń moralnych (w stylu Boga się bój, największego Króla, Pana i Sędziego). W 1851 r. opublikował opowiadanie Bog, którego główny bohater i narrator jest bułgarskim patriotą, działającym na rzecz narodowego swojego ludu, pracującym dla jego rozwoju i wyzwolenia spod ucisku. Wyraża również przekonanie, że bycie Bułgarem oznacza umiłowanie wszelkiego dobra, życie z wiarą, nadzieją i miłością do człowieka. Następnie Chadżikonstantinow opublikował sparafrazowaną wersję Boga zatytułowaną Wenec perwij, w której podobne przesłanie formułował jako radę i wzór postępowania dla wszystkich Bułgarów. 
Był jednym z pierwszych twórców piszących dramaty w macedońskiej odmianie języka bułgarskiego, czy też w języku bułgarskim w ogóle. Tworzył również wiersze. W latach 50. XIX w. opublikował w „Carigradskim westniku” wiersze Dionis Wakcho, Trud mi e imeto, Płacz na Skopskoto ucziliszte mnogotrudnoe, Awrora, Basnia. Wartość poetycka tych tekstów nie jest wielka, gdyż autor, starając się tworzyć w duchu klasycyzmu, z trudnością panował nad poetycką formą, wersyfikacją, strukturą; cenniejsze jest ich przesłanie dydaktyczne, wpisujące się w ogólny kierunek działalności Chadżikonstantinowa. Jego dramaty nie zachowały się, przetrwały jedynie wzmianki o przygotowywaniu ich do publikacji na łamach „Carigradskiego westnika” z 1853 r. Przetrwały jedynie krótkie formy, wierszowane dialogi, łącznie sześć dzieł. Dwa z nich, Minerwa i dewet muzi i Ostrimecz se razgowariat radi izgubena Bołgarija oraz Razgowor ili prawi czełowek, to najbardziej udane dzieła literackie Chadżikonstantinowa-Dżinota.    